# 李元嬰
李 元嬰（り げんえい、生年不詳 - 文明元年4月6日（684年4月25日））は、中国唐の高祖李淵の二十二男であり末子。滕王に立てられた。

## 経歴
李淵と柳宝林のあいだに生まれた。貞観13年（639年）、滕王に封じられ、実封1000戸を受けた。貞観15年（641年）、金州刺史に任ぜられたが、行動は気儘で節度がなかった。太宗の喪中にあっても、属官を集めて宴飲歌舞にふけっていたという。永徽3年（652年）、蘇州刺史に移された。永徽4年（653年）、洪州都督に赴任した際、武漢の黄鶴楼・岳陽の岳陽楼と共に江南三大名楼に数えられる滕王閣を造営した。滕王閣は王勃によって滕王閣序に歌われ、後の時代には絵画の題材に好んで描かれた。龍朔2年（662年）、隆州刺史に転じた。のちに開府儀同三司・梁州都督に上った。文明元年（684年）4月に死去。司徒・冀州都督の位を追贈され、献陵に陪葬された。
子に長楽王李循琦をはじめ18人がいた。

## 伝記資料
- 『旧唐書』巻64 列伝第14「滕王元嬰伝」
- 『新唐書』巻79 列伝第4「滕王元嬰伝」